# تيميل كارادينيز
تيميل كارادينيز (بالتركية: Temel Karadeniz)‏ (من مواليد 13 يوليو 1967 في اسطنبول) هو طبيب أسنان وسياسي تركي. شغل منصب رئيس بلدية كوتشوك شكمجة بين 2014-2019.

## الحياة الشخصية
ولد في 13 يوليو 1967 في منطقة اسطنبول وتخرج من كلية طب الأسنان بجامعة إسطنبول. ومع نهاية عام 1999، اتخذ خطوته الأولى في حياته السياسية من خلال العمل في حزب الفضيلة. وشغل منصب عضو مجلس بلدية كوتشوك تشكمجة ، وعضو مجلس بلدية إسطنبول، ونائب رئيس مجلس بلدية كوتشوك تشكمجة. بين عامي 2007 و 2013، شغل منصب رئيس المنطقة لفترتين. تم انتخابه رئيسًا لبلدية كوتشوك شكمجة في الانتخابات المحلية لشهر مارس 2014.
وهو هو متزوج ولديه طفلان.